# Korsträsk
Korsträsk is een plaats in de gemeente Älvsbyn in het landschap Norrbotten en de provincie Norrbottens län in Zweden. De plaats heeft 397 inwoners (2005) en een oppervlakte van 73 hectare. De plaats ligt aan het meer Stor-Korsträsket. De plaats ligt ongeveer zeven kilometer ten westen van de plaats Älvsbyn. De directe omgeving van Korsträsk bestaat uit zowel landbouwgrond als naaldbos.

## Verkeer en vervoer
Bij de plaats loopt de Riksväg 94.
De plaats heeft een station aan de spoorlijn Boden - Bräcke.
Bestuurscentrum: Älvsbyn
Tätort: Korsträsk · Vidsel · Vistträsk
Småort: Bredsel · Nybyn · Nystrand · Pålsträsk · Tvärån · Övrebyn · Övre Tväråsel
Overig: Arvidsträsk · Granträsk (Älvsbyn)